# إجماع واشنطن

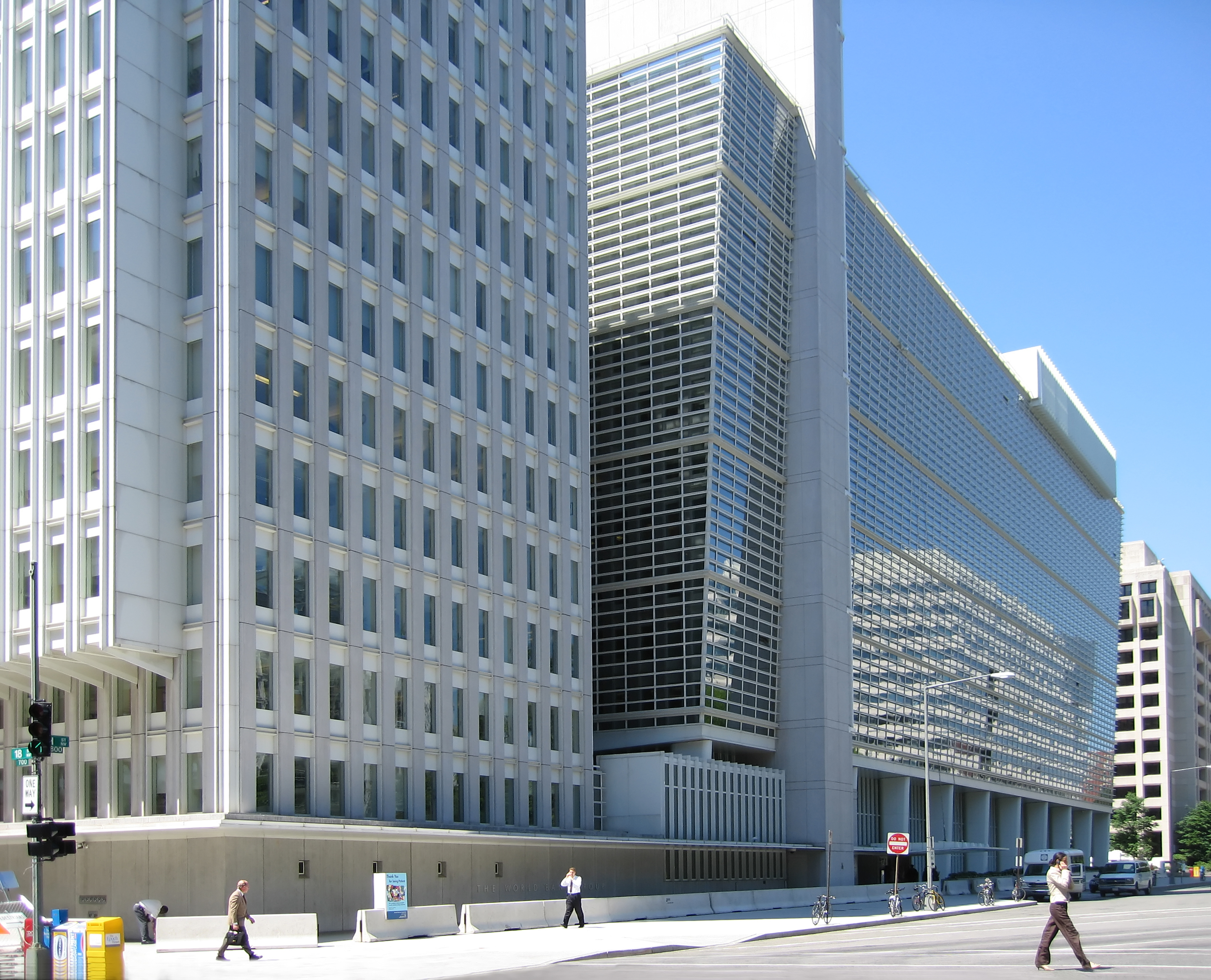

إجماع واشنطن (بالإنجليزية: Washington Consensus)‏ هو مسودة طرحها جون وليامسون عام 1989 لتكون علاجاً ووصفاً من عشرة بنود للدول الفاشلة التي واجهت صعوبات مالية وإدارية واقتصادية وكيفية تنويع اقتصادها وإدارة مواردها الطبيعية، بالإضافة إلى دعوته البنك الدولي وصندوق النقد الدولي لتبني هذه البنود .
وفي التسعينات من القرن المنصرم أصبحت هذه الفكرة في ميدان الملعب الدولي بين مؤيد لها وبين منتقد شديد الانتقاد لهذه الفكرة والتي نبعت بعد انكشاف الوضع المتردي في أمريكا اللاتينية . ومن بين المنتقدين جوزف ستيجلتز الحائز على نوبل الاقتصاد عام 2001 م ونعوم تشومسكي وجورج سوروس المستثمر العالمي وغيرهم .

## توصيات إجماع واشنطن
وكانت التوصيات التي طرحت في حينه كالآتي:
1. سياسة الانضباط المالي ومراعاة المصاريف
2. إعادة توجيه الأنفاق العام من الدعم العشوائي إلى الاستثمار في البنية التحتية
3. الإصلاح الضريبي بمعنى توسعة القاعدة الضريبية بشكل معتدل
4. منح الأسواق حرية تحديد الاسعار بحيث تكون أعلى من نسبة التضخم
5. تحرير قطاع التجارة مع التركيز على مبدأ القضاء على القيود الكمية كمنح التراخيص والامتيازات
6. تحرير تدفق الاستثمارات الأجنبية
7. خصخصة مؤسسات الدولة
8. تحرير وإلغاء اللوائح والقوانين التي تعوق دخول الأسواق أو تقيد المنافسة
9. سعر صرف العملة يكون مناسباً ويعكس القوة الاقتصادية
10. مراعاة قوانين وحقوق تملك الأراضي

## نقد إجماع واشنطن
الفكرة الأساسية التي طرحها وليامسون أخذت منعطفا سياسياً ليبرالياً من قبل بعض المؤسسات الدولية لتطبيق أجندتها العالمية للسيطرة على الموارد الطبيعية والميزة التنافسية للدول من خلال الدعوة العلنية لذلك وممارسة الضغوط الأقتصادية لتحرير العملة المحلية وتحرير التجارة وإلغاء القيود على الواردات وتبني الأصلاحات الاقتصادية.